# 온고을로
온고을로(Ongoeul-ro), (온고을路)는 전북특별자치도 전주시 완산구 서신동 통일광장사거리에서 덕진구 조촌동 조촌교차로를 잇는 도로이다

## 주요 경유지
전북특별자치도
- 전주시 완산구 (서신동 . 효자동) - 덕진구 (팔복동 . 여의동 .  조촌동)

## 노선
| 이름                              | 접속 노선                         | 소재지            | 소재지            | 소재지            | 비고              |
| 전주천서로와 직결                 | 전주천서로와 직결                 | 전주천서로와 직결 | 전주천서로와 직결 | 전주천서로와 직결 | 전주천서로와 직결 |
| --------------------------------- | --------------------------------- | ----------------- | ----------------- | ----------------- | ----------------- |
| 통일광장사거리 (27호광장지하차도) | 백제대로                          | 전주시            | 완산구            | 서신동            |                   |
| (이름없음)                        | 흥산로                            | 전주시            | 완산구            | 서신동            |                   |
| 서곡교                            |                                   | 전주시            | 완산구            | 서신동            |                   |
|                                   | 효자동                            | 전주시            | 완산구            |                   |                   |
| 서곡사거리                        | 천잠로                            | 전주시            | 덕진구            | 팔복동            |                   |
| (이름없음)                        | 정여립로                          | 전주시            | 덕진구            | 여의동            |                   |
| 화개네거리                        | 지방도 제713호선 (혁신로)         | 전주시            | 덕진구            | 여의동            |                   |
| 동재다리                          |                                   | 전주시            | 덕진구            | 여의동            |                   |
| 조촌 교차로                       | 국도 제21호선 (번영로) (기린대로) | 전주시            | 덕진구            | 조촌동            |                   |
| 호남고속도로간접 직결             |                                   |                   |                   |                   |                   |

## 주요 시설및 건물
- 농협 서신동지점 (온고을로 1/서신동 769-1)
- GS칼텍스 전북지사 (온고을로 1/서신동 769-1)
- 롯데백화점 전주점 (온고을로 2/서신동 971)
- 국민연금공단 전주완주지사 (온고을로 13/서신동 769)
- SC제일은행 전주지점 (온고을로 28/서신동 970-1)
- KT 전주타워 (온고을로 29/서신동 766)
- 한국금융주택공사 전북지사 (온고을로 29/서신동 766)
- KT 전북본부 (온고을로 29/서신동 766)
- GS칼텍스 신협셀프 주유소 (온고을로 180/효자동3가 844-5)
- GS칼텍스 전주개인택시 신협 LPG충전소 (온고을로 180/효자동3가 844-3)
- LG전자 베스트샵 서곡점 (온고을로 186/효자동3가 848-2)
- SK에너지 서곡충전소 (온고을로 192/효자동3가 848-3)
- 롯데하이마트 서곡점 (온고을로 202/효자동3가 855-5)
- 티스테이션 서곡점 (온고을로 210/팔복동3가 47-33)
- BMW 내쇼날모터스 전주전시장 (온고을로 234/팔복동3가 45-1)
- 기아자동차 전주중부지점 (온고을로 246/팔복동3가 50)
- 기아오토큐 전주서비스센터 (온고을로 246/팔복동3가 50)
- SK에너지 행복날개주유소 (온고을로 252/팔복동3가 74-1)
- GS칼텍스 새론주유소 (온고을로 259/팔복동 74-9)
- 전주덕진경찰서 (온고을로 299/팔복동3가 360-1)
- 전라북도경찰청 광역수사대 (온고을로 299/팔복동3가 360-1)
- S-OIL 서부대로주유소 (온고을로 377/팔복동3가 391-6)
- 팔복119안전센터 (온고을로 430/만성동 359)
- 현대자동차 전주중부지점 (온고을로 434/만성동 360-1)
- 현대자동차 블루핸즈 서전주 현대서비스 (온고을로 438-1/만성동 359-2)
- HD현대오일뱅크 로또주유소 (온고을로 440/만성동 361-1)
- 버거킹 전주만성SK점 (온고을로 441/만성동 1344-1)
- SK에너지 만성주유소 (온고을로 441/만성동 1344-1)
- 캐딜락전주전시장 (온고을로 458/여의동 837)
- S-OIL 빛나는주유소 (온고을로 462/여의동 840-3)
- 벤츠 전주전시장 (온고을로 468/여의동 850-10)
- GS25 전주서부로점 (온고을로 480/여의동 857)
- 타이어테그 혁신점 (온고을로 486/여의동 859)
- CU 여의대로점 (온고을로 517-1/여의동 872-2)
- E1 전주오렌지 충전소 (온고을로 523/여의동 1000)
- SK에너지 고덕물류주유소 (온고을로 534/여의동 1017-4)
- SK에너지 장동주유소 (온고을로 644/장동 547-8)
- HD현대오일뱅크 경기장주유소 (온고을로 675/장동 539-4)
- SK에너지 행복날개2 주유소 (온고을로 713/장동 534-2)
- S-OIL 전주나늘목 주유소 (온고을로 757/반월동 762-9)